# Erzurumspor FK
L’Erzurumspor Futbol Kulübü, (noto in passato come Büyükşehir Belediye Erzurumspor e prima come Erzurum Büyükşehir Belediyespor o Erzurum BB), è una società calcistica turca con sede a Erzurum. Milita attualmente in TFF 1. Lig, la seconda serie del campionato turco di calcio.
Fondato nel 1968, gioca le gare casalinghe allo stadio Kâzım Karabekir di Erzurum, la cui capienza è di 23 700 posti a sedere.

## Storia

### Erzurumspor Kulübü e la fondazione del nuovo club
Nel 1967 fu fondato un club cittadino di nome Erzurum Gençler Birliği Gençlik Spor Kulüb, rinominato Erzurum 3 Temmuz Belde Spor Gençlik Kulübü, che militò nelle divisioni minori del calcio turco all'ombra dell'altra compagine cittadina, l'Erzurumspor, fino al 2005, quando il comune di Erzurum acquistò il club dandogli il nome di Erzurum Büyükşehir Belediyesi Spor, o semplicemente Erzurum BB.
Dopo il fallimento dell'Erzurumspor nel 2010 e la sua sparizione nel 2011, l'Erzurum BB si appropriò del nome e dei colori sociali dell'Erzurumspor per succedergli, malgrado l'opposizione della federcalcio turca.

### Scalata al vertice e retrocessione
Nel 2013-2014 l'Erzurum BB militò nella Bölgesel Amatör Lig, quinto livello del calcio turco.
Nel 2015-2016 ottenne la promozione in TFF 2. Lig, la terza divisione turca, dove rimane una sola stagione, prima di ottenere la promozione in TFF 1. Lig, la seconda divisione turca, al termine della stagione 2016-2017. Piazzatasi quinta in seconda serie nel 2017-2018, disputò i play-off promozione, che concluse vittoriosamente, guadagnando una storica promozione in Süper Lig. La retrocessione fu tuttavia immediata, a causa del penultimo posto in massima serie nel 2018-2019, ma nel 2019-2020, grazie al secondo posto ottenuto in 1. Lig, la squadra riguadagnò la massima serie. Una nuova retrocessione in seconda serie si verificò nel 2020-2021, dato il quartultimo posto in Süper Lig.
Nel 2022 la società cambia nome in Erzurum Futbol Kulübü.

## Organico

### Rosa 2024-2025
Aggiornata al 18 agosto 2024.
| N. |                    | Ruolo | Calciatore          |
| -- | ------------------ | ----- | ------------------- |
| 1  | Turchia (bandiera) | P     | Göktuğ Bakırbaş     |
| 2  | Turchia (bandiera) | D     | Mustafa Akbaş       |
| 3  | Turchia (bandiera) | D     | Yakup Kırtay        |
| 4  | Turchia (bandiera) | D     | Gökhan Akkan        |
| 6  | Turchia (bandiera) | C     | Muhammed Emin Yavaş |
| 7  | Turchia (bandiera) | A     | Süleyman Koç        |
| 8  | Turchia (bandiera) | C     | Sefa Akgün          |
| 10 | Turchia (bandiera) | A     | Eren Tozlu          |
| 13 | Turchia (bandiera) | P     | Oğuzhan Yağcı       |
| 14 | Turchia (bandiera) | A     | Serkan Köse         |
| 17 | Turchia (bandiera) | D     | Salih Sarıkaya      |
| 18 | Turchia (bandiera) | C     | Özgür Sert          |
| 20 | Turchia (bandiera) | C     | Furkan Özhan        |

| N. |                     | Ruolo | Calciatore            |
| -- | ------------------- | ----- | --------------------- |
| 21 | Albania (bandiera)  | A     | Odise Roshi           |
| 22 | Turchia (bandiera)  | D     | Mustafa Yumlu         |
| 23 | Turchia (bandiera)  | D     | Cengizhan Bayrak      |
| 24 | Italia (bandiera)   | C     | Giovanni Crociata     |
| 28 | Turchia (bandiera)  | C     | Süleyman Enes Karakaş |
| 30 | Turchia (bandiera)  | A     | Mustafa Fettahoğlu    |
| 53 | Turchia (bandiera)  | D     | Orhan Ovacıklı        |
| 77 | Turchia (bandiera)  | D     | Celal Hanalp          |
| 88 | Bulgaria (bandiera) | A     | Toni Tasev            |
| 90 | Turchia (bandiera)  | A     | Muhammet Karahan      |
| 91 | Croazia (bandiera)  | C     | Tonio Teklić          |
| 99 | Turchia (bandiera)  | A     | Gürkan Varlik         |

## Palmarès

### Competizioni nazionali
- TFF 3. Lig: 1

2015-2016

### Competizioni regionali
- Bölgesel Amatör Lig: 1

2010-2011

### Altri piazzamenti
- TFF 1. Lig:

Secondo posto: 2019-2020
Vittoria play-off: 2017-2018
- TFF 2. Lig:

Vittoria play-off: 2016-2017